# Papageienschießen (Hannover)

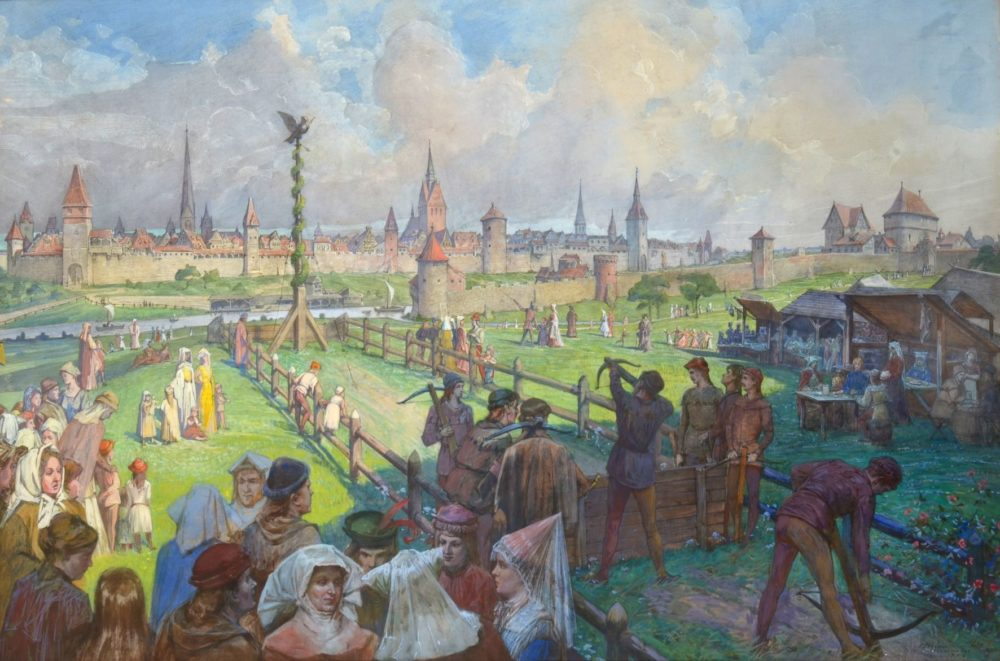
Das Papageienschießen im Mittelalter auf dem Gelände der Burg Lauenrode

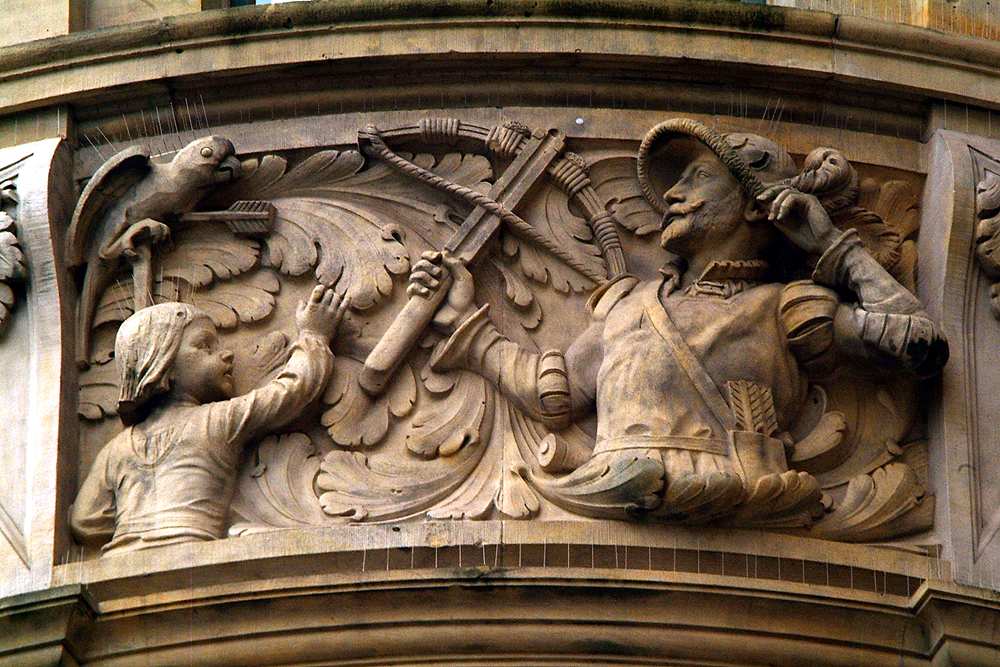
Das Papageienschießen als Sandsteinrelief am Geschichtsfries des Neuen Rathauses von Hannover

Das Papageienschießen in Hannover ist eine mutmaßlich bis in das 14. Jahrhundert zurückreichende Tradition des hannoverschen Schützenwesens und markiert die ältesten bekannten Anfänge des hannoverschen Schützenfestes. Zum Vogelschießen trafen sich die Hannoveraner regelmäßig zu Pfingsten außerhalb ihrer Stadt auf dem Gelände der Burg Lauenrode. Hier schossen sie mit Armbrüsten auf einen Vogel am sogenannten „Papageienbaum“. Dabei konnten die Anwesenden zugleich auf die mittelalterliche Kulisse der befestigten Stadt hinüberblicken. Beim Papageienschießen ging es jedoch nicht nur um das Üben und Zurschaustellen der eigenen Wehrhaftigkeit, sondern auch um ein Fest für Zuschauer und Gäste, wie der Maler Ernst Jordan dies bald ein halbes Jahrtausend später 1903 in einem zum XIV. Deutschen Bundesschießen in Hannover vervielfältigten Tempera-Bild mit Buden illustrierte.
Die Schießen zu Pfingsten und die damit verbundenen Lustbarkeiten fanden jedoch nicht innerhalb der Stadtbefestigung Hannovers statt, sondern auf dem am gegenüberliegenden Ufer der Leine gelegenen erhöhten Territorium des jeweiligen Landesherrn. So beschwerte sich der Herzog Wilhelm der Ältere von Braunschweig-Lüneburg im Jahr 1468 beim Rat der Stadt darüber,

„dat se hebben den Popegoyen to schetende uppe Lauwenrode, daran uns sere missedunket […]“

Das dem Rat der Stadt Hannover zugestellte Missfallen des Herzogs ist heute die älteste bekannte schriftliche Erwähnung des hannoverschen Schützenfestes.
Obgleich sich nur einige Jahrzehnte später im Vorfeld der Reformation auch in Hannover langsam Unruhen zu entwickeln begannen, verlieh Herzog Erich I. im Jahr 1529 der Stadt das Privileg, jährlich einen sogenannten „Schützenhof“ abzuhalten.
In den Jahren 1573 bis 1574 bauten die Schützen auf dem Gelände des späteren Klagesmarktes schließlich das erste Schützenhaus Hannovers, bevor der Rat der Stadt Hannover 1575 die erste Schützenordnung der Stadt erließ.